# I Wikströms ateljé
I Wikströms ateljé är en oljemålning av Anders Zorn. Den målades 1889 och ingår i Zornsamlingarna i Mora.  
Målningen utfördes i den finländske skulptören Emil Wikströms ateljé i Paris där paret Zorn var bosatta 1888–1896. Den rödhåriga kvinnan i mellangrunden var Wikströms modell. I impressionistisk stil avbildar Zorn henne försjunken i egna tankar, till synes omedveten om att hon betraktas. Målningen var i Emil Wikströms ägo till 1934 då konstnärens änka Emma Zorn förvärvade den till det då planerade Zornmuseet.